# Подлесная (приток Шуи)
Подлесная — река в России, протекает в Междуреченском районе Вологодской области. Устье реки находится в 17 км по левому берегу реки Шуя. Длина реки составляет 12 км. В 2 км от устья по правому берегу впадает река Угольница.
Исток Подлесной находится у покинутого населённого пункта Куимово (Сельское поселение Сухонское) в 14 км к юго-востоку от районного центра — села Шуйское. Течёт на север, населённых пунктов на берегах нет.

## Данные водного реестра
По данным государственного водного реестра России относится к Двинско-Печорскому бассейновому округу, водохозяйственный участок реки — Северная Двина от начала реки до впадения реки Вычегда, без рек Юг и Сухона (от истока до Кубенского гидроузла), речной подбассейн реки — Сухона. Речной бассейн реки — Северная Двина.
Код объекта в государственном водном реестре — 03020100312103000007346.